# ذوات وجه الخنزير

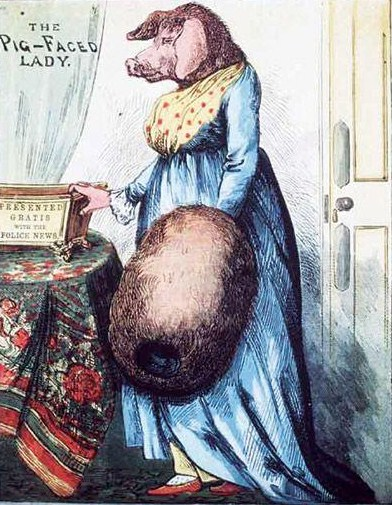
ذوات وجه الخنزير

نشأت القصص المتعلقة بالنساء ذوات وجه الخنزير في هولاندا، وإنجلترا، وفرنسا في نفس الوقت تقريبًا وذلك في أواخر الثلاثينيات من القرن السابع عشر. تحكي تلك القصص عن امرأة ثرية لها جسد بشري ولكن وجهها وجه خنزير.
في باديء ذي بدء كان السحر هو السبب وراء امتلاك هذه المرأة لوجه الخنزير. وعقب يوم زفافها مُنح زوجها حق الاختيار ما بين أن تكون جميلة في نظره وبذلك تظل كما هي في نظر الآخرين أو العكس. ولكن عندما أخبرها زوجها أنها هي من تملك حق الاختيار، انفك السحر واختفى وجه الخنزير. وانتشرت تلك القصص في إنجلترا على وجه الخصوص وفي أيرلاندا فيما بعد.
ولكن بعد ذلك اختفى تدريجيا عنصر السحر من القصة، وبدأ الناس يتعاملون مع وجود هؤلاء النساء كحقيقة. وانتشرت تلك القصة على وجه الخصوص في دبلن في بداية القرن التاسع عشر، حيث سادت فكرة أن غريسيلدا ستيفنز، وهي فاعلة خير منطوية كانت تعيش في القرن الثامن عشر، أخفت نفسها عن الأنظار لأن لها وجه خنزير. وفي أواخر عام 1814 وأوائل عام 1815 اكتسحت شائعة لندن بأن امراة ذات وجه خنزير تعيش في مدينة مارليبون. وأشارت العديد من المقالات إلى وجود هذه المرأة حقًا ونُشرت لها العديد من الصورالمدعية. ومع شيوع التصديق بوجود ذلك النوع من النساء، عرض مخرجوا الاستعراض غير الأمناء مشاهد لهن في عروضهم. ولكن لم يكن الممثلون نساء حقًا، إنما كانوا رجال متنكرين في زي النساء.
ضعُف بعد ذلك التصديق بوجود هؤلاء النساء، وكان آخر عمل جَدي يعالج وجودهن نشر عام 1924. أما الآن فقد تلاشت هذه الأسطورة.

## العناصر الرئيسة
وعلى الرغم من تنوع تفاصيل تلك القصص، فإن لهم نفس الإطار الرئيس. وهو أن تأتي امرأة متسولة ومعها ابنائها لتسأل امرأة ثرية من أصل نبيل المال، فتصرفها المرأة النبيلة وبطريقة ما تشبه ابنائها بالخنازير، فتلقي المتسولة اللعنة على المرأة، وعند ولادة طفلها يكون أنثى لها صحة وجسد جيدين غير أن لها وجه خنزير.
وتنمو الطفلة بعد ذلك لتكون معافاة إلا أن بعض تصرفاتها تشبه تصرفات الخنازير. فتأكل من أحواض فضية وتصدر قُباع الخنازير حينما تتحدث، أو يصحب حديثها قُباع الخنازير. ولأنها وحيدة الأبوين، فهى الوريث الوحيد لثروتهما الطائلة مما يثير قلقهما عما سيحدث لها عقب وفاتهما. لذلك يقومون ببعض الترتيبات؛ إما أن يجدوا لها زوجًا مناسبًا يقبل بها، أو يتبرعوا بأموالهم الطائلة لمستشفى بشرط أن يعتنوا بابنتهما لما تبقى لها من العمر.
وعلى الرغم من نشأة تلك الأسطورة في هولاندا، وإنجلترا، وفرنسا في نفس الوقت تقريبًا، فإنها قد حظت في إنجلترا وأيرلاندا فيما بعد بشهرة واسعة. وعلق تشارلز ديكنز على طول المدة التي عاشت فيها تلك الأسطورة في إنجلترا قائلا: "افترض أن في كل عصر كان هناك ذات وجه خنزير.

### تاناكن سكنكر

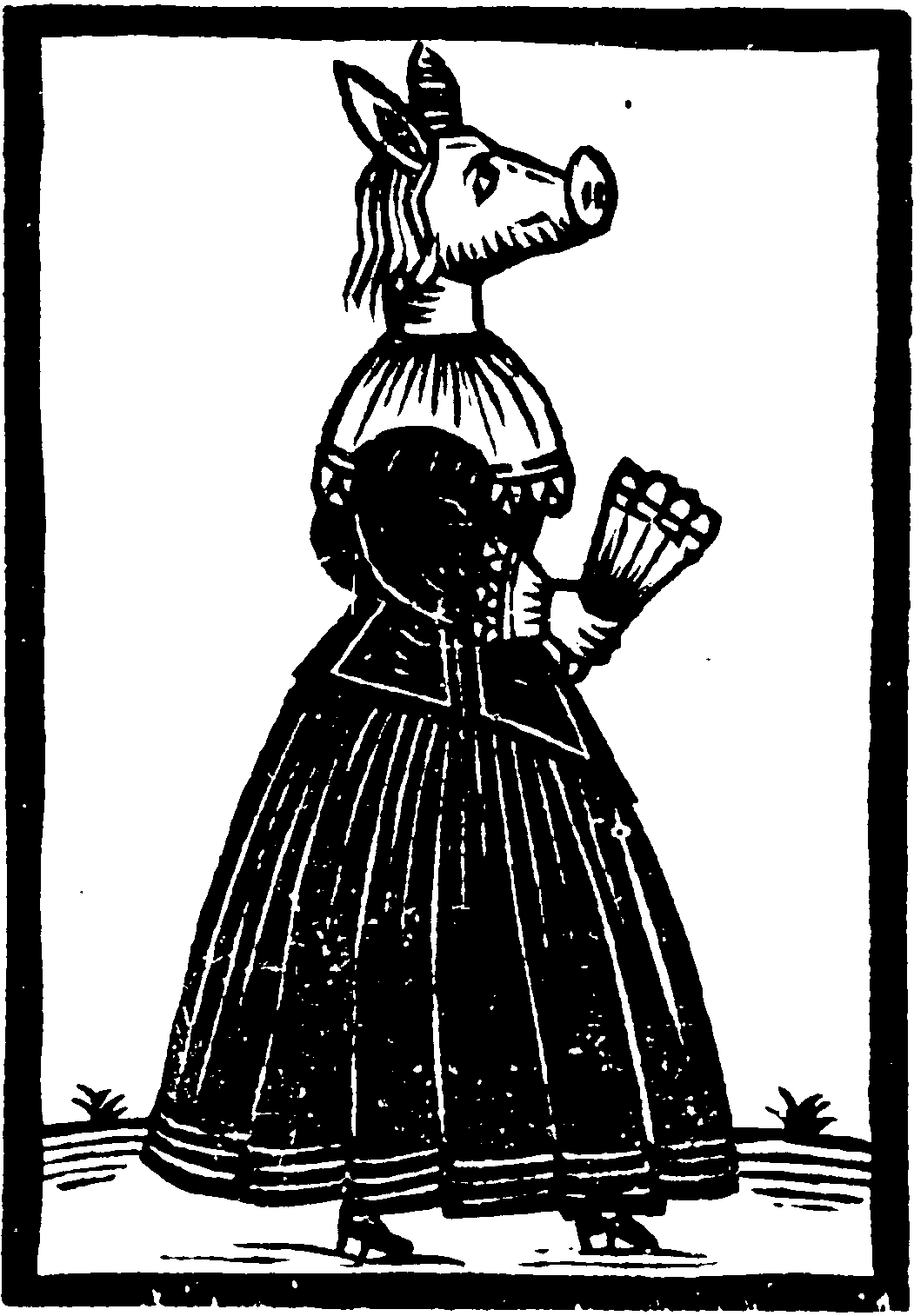
تاناكن سكنكر من "شكل وحشي أو وحش بشع" عام 1640

وكان المرجع الأول الذي تم تسجيله في إنجلترا بشأن أسطورة المرأة ذات وجه الخنزير هو قصة تاناكن سكنكر الخرافية، وهي شكل مختلف في القرن السابع عشرعن القصة التقليدية للمرأة القبيحة، وخاصة في «حكاية زوجة باث» و«زواج السير جاوين». وتعد قصة سكنكر بشكل عام الأساس الذي بنيت عليه القصص الإنجليزية فيما بعد عن ذوات وجه الخنزير. وما بين الرابع والحادي عشر من سبتمبر/ أيلول عام 1639 نشرت خمس قصائد قصصية في لندن عن سكنكر،ولكن فقدت جميعها. (وفي قصيدة قصصية ظهرت في عام 1640 تدعى شكل وحشي أو وحش بشع حُفظت في مجموعة من قصائد القصصية لصموئيل بيبس، وهي وصف لأنثى مكتملة جسديًا ولدت في هولندا، ولكنها تمتلك رأس خنزير، وسافرت الي العديد من المناطق وتمت رؤيتها الآن في لندن، وهي محبة ولطيفة وبها أنوثة.) وكان كتيب «قصة مؤكدة عن امرأة ذات وجه خنزير تدعى تاناكن سكنكر» عام 1640 هو التسجيل الذي لم يفقد وحوى بين طياته قصة تلك المرأة.

#### قصة مؤكدة عن امرأة ذات وجه خنزير تدعى تاناكن سكنكر
أدعى هذا الكتيب أن هذه المرأة هي ابنة جواكيم وبارنيل سكنكر التي ولدت عام 1618م في بلدة محايدة تسمى" ويركهام" ما بين الامبراطورية الرومانية المقدسة وهولاندا وتقع على نهر الراين ووُصِف جواكيم سكنكر بأنه "رجل ذو دخل جيد ولكنه يمتلك الكثير من الأموال والماشية". وبينما كانت بارنيل في فترة الحمل أقبلت عليها امرأة مسنة تتوسل إليها لتعطيها المال. وكانت بارنيل منهمكة ورفضت أن تعطيها المال فانصرفت المرأة وهي" تغمغم باللعنات وسُمعت وهي تقول" كما هي الأم، فستكون الطفلة قذرة كالخنزير"". وكانت تاناكن عند ولادتها متناسقة الجسد والأطراف، ولكن كان في وجهها أنف خنزير، " ولم يكن الأمر وصمة وعيب فقط وإنما كان تشوه بشع مما يجعل المظهر كريه ومزر وبغيض لكل من ينظر إليها في طفولتها". وكانت القابلة التي ولَدت بارنيل قد أقسمت على السرية، وبذلك فقد نشأت سكنكر في غرفة سرية. وكانت تأكل في حوض فضي " وكانت تميل على الحوض وتأكل مثلما يفعل الخنزير.
وسرعان ما أكتُشفت حالة تاناكن وأتى سكان المناطق المجاورة لسماعها وهي تتحدث كالخنازير أو لرؤيتها وهي تأكل مثلهم. وتم تحديد مكان المرأة العجوز وحُوكمت وأُدينت بمزاولة السحر، ولكن على الرغم من أنها كانت على وشك أن تحرق عقابًا لها، رفضت أن تفك السحر أو بالأحرى لم تكن تدري كيف تفعل هذا.
وعندما كانت تاناكن مابين 16 و 17 من عمرها، استشار والدها فاندرماست، «وهو فنان مشهور وكان عالم رياضيات وعالم فلك [...] وكان يُظن أنه بارع في الفنون السوداء والخفية» بشأن كيفية فك اللعنة.  واستنتج فاندرماست أن تاناكن ستظل محتفظة بوجه الخنزير إذا ظلت عذراء، وستفك اللعنة عندما تتزوج.
| يُحدث المرء نفسه بأن الجسد جميل، على الرغم من أن الملامح ليست بهذه البشاعة، فكل شيء على حد سواء في الليل والنهار؛ فهي تغطي وجهها بشيء أسود، وما الفرق بينها وبين غيرها من النساء؟ ويحاول آخر تهدئة نفسه قائلُا: إذا لم تكن بمقدورها الحديث، فلن تستطيع التوبيخ، وبذلك فسيضمن ألا تكون زوجته امرأة سليطة. |
| —قصة مؤكدة |

وأعلنت عائلة سكنكر أن من «سيدخل بها عقب عقد القران» سيحصل على صداق قدره 40,000 جنيهًا بريطانيًا. وكان هذا المهر بمثابة حافز لوجود العديد الأزواج المحتملين. وتقدم لها كابتن اسكتلندي، وكان قد أنفق كمًا عظيمًا من راتبه الشهري على حلة جديدة، وكان قد فوجيء بشكلها وطريقة تصرفها. فعندما أزالت ما كانت تخفي به وجهها، «لم يبقَ لمزيد من اللقاءات ولكنه هرب دون أي إجابة قائلًا أنه لابد من أن يلتمسوا له العذر، فهو لا يستطيع تحمل وجود الخنزير.» ولقد أكد مزارع يعتني بالخنازير أن ألفته للخنازير ستمكنه من قبول مظهر تاناكن، ولكن عقب لقائها غادر المبنى قائلًا:«على الرغم من طول المدة التي عرفت فيها رومفورد، لم أر من قبل أنف خنزير كهذه».
زار العديد من الخطاب منزل العائلة، ولكن خاب أملهم بسبب مظهر تاناكن وبقيت دون زواج، وعندما يأسوا من إيجاد زوج لها، انتقلت العائلة إلى لندن وأقاموا في بلاكفرايرز أو في كوفينت جاردن.(ولقد أوضح الكاتب المجهول لهذا الكتاب أن العائلة لم ترغب في الكشف عن العنوان لتمنع الفضوليين من التجمهر.) ولقد فوجيءالعديد ممن قابلوها بلباس تاناكن الأنيق وسلوكها.

وعثرت أخيرًا عائلة سكنكر في لندن على الرجل الذي يرغب في الزواج من ابنتهم. وفي ليلة زفافها ظل وجهها كما هو، وذلك على الرغم من كل المجهودات المبذولة لتحسينه. وعاد الزوجان إلى غرفتهما بعد انتهاء مراسم الزفاف. وعندما استلقوا معا في الفراش لأول مرة، حاولت تاناكن الوصول إلى ذراع زوجها قائلة بأنها ستحرره من نذوره شريطة أن ينظر إلى وجهها. وعندما استدار لينظر إليها وجد «امرأة لطيفة ذات ملامح وجمال لامثيل لهما، فهي شيء لم ترها مخيلته من قبل». وحاول أن يقبلها لكنها أعرضت عنه قائلة:

وكان زوجها في حيرة من أمره؛ فإما أن تكون جميلة في نظره وقبيحة في نظر الآخرين أو العكس. ولم يستطع الوصول إلى قرار فقال:«أنت من تملكين حق الاختار، فأنا الآن أمنحك الاستقلال والقوة فاختاري ما يرضيك.» وحينما سمعت تاناكن ما قاله، التفتت إليه قائلة:

#### الرأي العام
وأصبحت قصة تاناكن شائعة في إنجلترا، وسرعان ما دخلت قصة النساء ذوات وجه الخنزير في التراث الشعبي، لدرجة أنه في عام1654 تم تسجيل أن أحد اللافتات في معرض بارثولوميو كانت«لافتة للنساء ذوات وجه الخنزير». وبحلول سبعينيات القرن السابع عشر كانت قصيدة «ذات الأنف الطويل» (وبالإنجليزية: The Long-Nos'd Lass) شائعة، وهي تحكي بالتفصيل كيف يلاطف خياط وطحَان امرأة والتي «يشبه محياها وجه الخنزير» آملين في الحصول على مهرها (وقدره 17,000 جنيهًا بريطانيًا وليس 40,000 كما في القصة الأخرى).ولقد هرب كل منهما بمجرد رؤية وجهها. ولم تتضمن هذه القصيدة عنصر السحر كما في القصة الأخرى ولم تنتهي أيضًا النهاية التقليدية كما هي القصص الأخرى؛ بالزواج وتحول وجه المرأة. ولكن بقيت تلك المرأة دون زواج وانتهت القصيدة الشعرية كالآتي:

## ذوات وجه الخنزير في القرن الثامن عشر
| كان هذا الوحش امرأة نبيلة ذات أصل ومال، وهي طويلة ومتناسقة الأطراف، بشرتها بيضاء وجميلة، شعرها أسود وكذلك حاجبيها، ولكن كان وجهها يشبه وجه الخنزير، غير أنه ليس كثيف الشعر مثل وجه الخنزير، تغطي وجهها بقناع أسود أملس عند خروجها، وكان لها صوت مثل قباع الخنازير، وهو صوت كريه ولكنها تتحدث بوضوح شديد، وتقطن أبرشية سانت أندرو في هولبورن، لندن. |
| —امرأة ذات وجه خنزير، جيمس باريس دو بليسيس |

في القرن الثامن عشر بدأ الحديث عن قصص النساء ذوات وجه الخنزير كحقيقة في إنجلترا. ولقد روى جيمس باريس دو بليسيس، وهو خادم سابق ل صموئيل بيبس في «تاريخ قصير لمواليد الإنسان الإعجازية والرهيبة» والذي تم طبعه كثيرًا (وتم تجميعه عام1731-33) عن امرأة ذات وجه خنزير تعيش في هولبورن في وسط لندن. ولقد عرضت مقالة في جريدة تشامبرزإدنبره جورنال عام 1850 ذكريات «لسيدة وقورة وحكيمة تبلغ من العمر تسعين عامًا». وفي هذه المقالة روت تلك السيدة عن والدتها التي عرفت بأنها ذات وجه خنزير وأنها ولدت في اسكتلندا ولكنها تعيش في لندن، وكانت تزور منزلها في شارع سلون بانتظام. ونشر جون بيتس أغنية «ذات وجه الخنزير» في لندن عام 1800 وذلك مثلما تم غناؤها في مسرح آستلي، وروى مقال افتتاحي في جريدة التايمز عام1815 عن إشاعات عن امرأة ذات وجه خنزير تعيش في لندن كما أذيع عام 1764 وفي ثمانينيات القرن الثامن عشر.

### ابنة رجل اعتنق اليهودية
هناك شكل مختلف عن الأسطورة، وهو الوحيد الذي لا تمتلك فيه المرأة ذات وجه الخنزير ثروة عظيمة. وهو يتحدث عن رجل مسيحي اعتنق اليهودية، وكان الطفل الأول الذ يولد له عقب اعتناقه اليهودية فتاة ذات وجه خنزير . أدرك الرجل عقب عدة سنوات أن مظهر ابنته كان عقاب إلهي، فعاد إلى اعتناق المسيحية من جديد هو وابنته. وفي لحظة تعميد ابنته غسلت المياه المقدسة وجه الخنزير، وظهر بعدها وجه بشري عادي. وزُعم أن هناك تمثال يمثل هذه القصة في«أحد الكاتدرائيات الكبيرة والقديمة في بلجيكا» ولكن لا يوجد دليل على وجود مثل هذا التمثال.

### غريسيلدا ستيفنز
غريسيلدا ستيفنز (1653- 18 مارس/ آذار 1746)، وأحيانًا تكتب «غريزل ستيفنز»، وهي كانت الأخت التوأم للدكتور ريتشارد ستيفنز (1653-1710) وهو طبيب في دبلن. وتُوفي دكتور ستيفنز عام 1710 تاركًا لغريسيلدا ملكية تدر لها 606 جنيهًا بريطانيًا (ويقدر بحوالي 67,000 في عام 2014). ووضع في وصيته فقرة يشترط فيها على أن هذا المال سيستخدم لبناء مستشفى لفقراء دبلن عند وفاة غريسيلدا.

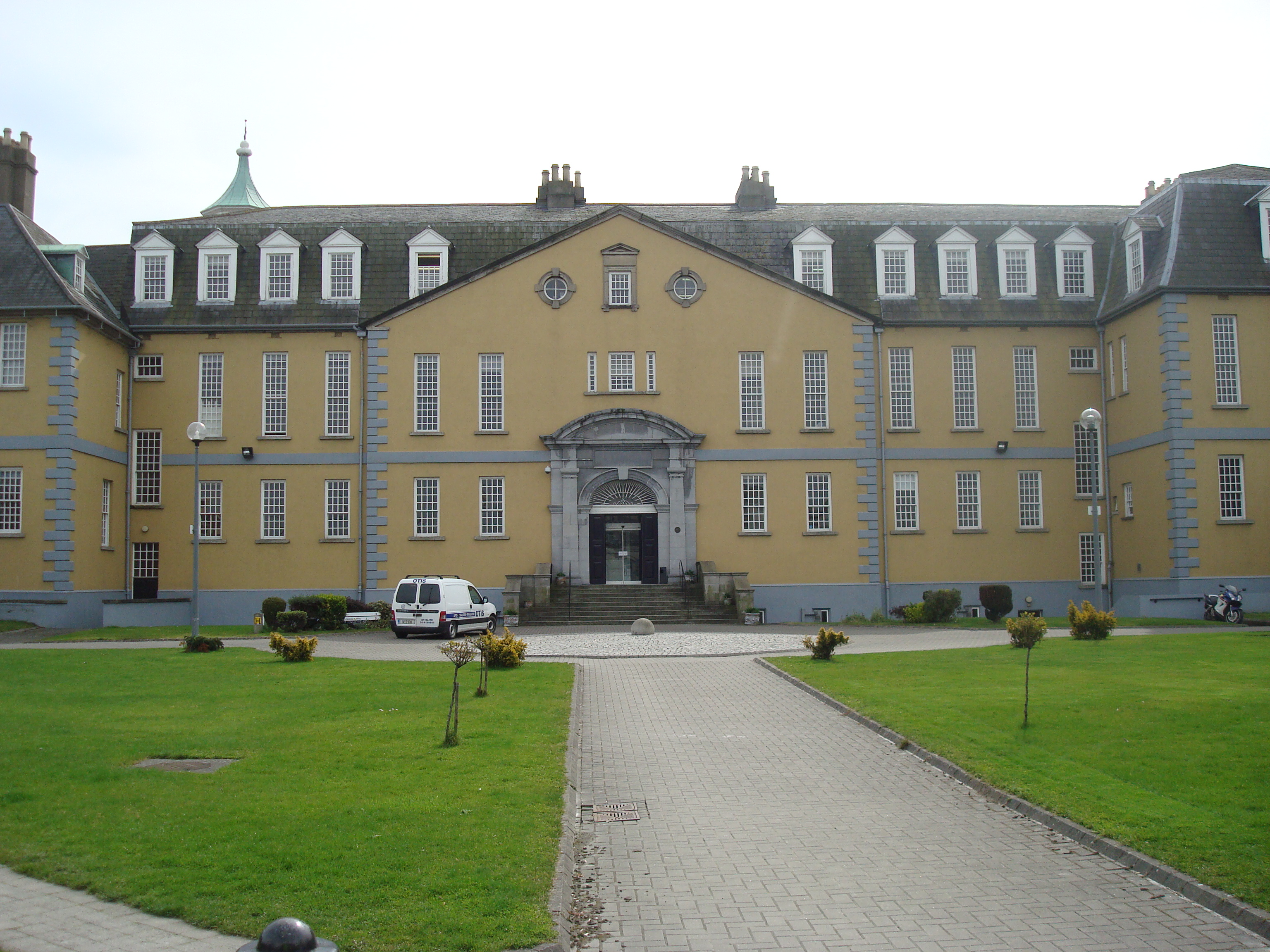
مستشفى الدكتور ستيفنز

على الرغم من أن الشروط في وصية دكتور ستيفنز تنص على أن العمل في المستشفي سيبدأ عقب وفاة غريسيلدا، فقد قررت هي أن تبدأ العمل فيها عام 1720. واحتفظت غريسيلدا ب120 جنيهًا بريطانيًا لاستخدامها الشخصي وخصصت الباقى لشراء قطعة من الأرض بالقرب من كيلمينهام ولبناء المستشفي الجديد وذلك بشرط أن تُمنح هي جناح به غرف في المبنى. ولقد عانت غريسيلدا من اضطراب العيون لانها كانت صغيرة السن، ومنذ ذلك الحين كانت ترتدي ما تغطي به وجهها عند الخروج في ضوء النهار. ولأنها كانت خجولة ومنطوية، كانت تجلس في العربة عندما تقوم بالأعمال الخيرية في أحياء دبلن الفقيرة في حين أن الخدم يقدمون الصدقات للفقراء. وبحلول عام 1723 كان قد تم إنهاء جزء كاف من مستشفى دكتور ستيفنز وكان يتسع ل40 مريض بالإضافة إلى جناح غريسيلدا، وتم افتتاح بقية المستشفى عام1733. وبها مكان ل 200 مريض. ولقد عاشت غريسيلدا في المستشفى منذ عام 1723 حتى وفاتها.
وفي مرحلة ما أصبح الاعتقاد بأن غريسيلدا ستيفنز تمتلك وجه خنزير سائدًا في دبلن، حيث إن الوقت الذي نشأت فيه هذه الشائعة غير واضح. وادعى كل من ريتشارد تشامبرز وديزموند غينيس، وهو مؤسس المجتمع الجورجي الأيرلاندي، أن تلك الشائعة كانت أثناء حياتها. في حين أن توماس كيركباتريك، وهو مؤلف "تاريخ مستشفى الدكتور ستيفنز في دبلن"، أشار إلى أنه " ليس هناك دليل في التسجيلات المعاصرة ما يثبت هذه القصة، أو ظهر أنها مرتبطة بهذه السيدة الكريمة حتى القرن التاسع عشر[...] والوقت الذي انتشرت فيه هذه الشائعة ليس محدد. كما أن كروكر-كينج، وهو الذي كتب تاريخ المستشفى عام1785، لم يذكر شيئًا عن الأمر، كما أنه ليس هناك أي إيحاء عن الأمر في الجريدة التي أخبرت عن وفاتها، أو في التقرير المنشور بشأن المستشفى في القرن الثامن عشر.
وكانت تلك الشائعة تعزو عزلة غريسيلدا وارتدائها ما يغطي وجهها إلى ولادتها بوجه خنزير. ويفترض تشامبرز (1864) أنه ربما شارك اسمها غير العادي في تلك الأسطورة، كما لاحظ أن غريسيلدا سُميت «غرزلي»، وتعني: مروع، بسبب مظهرها عند ولادتها، كان أمر صدقه الناس بشكل كبير. وادُعي أن والدتهما بينما هي في فترة الحمل قالت لسيدة جاءتها لتأخد منها مالا لتطعم ابناءها«خذي خنازيرك بعيدًا»، وولدت بعد ذلك غريسيلدا برأس ووجه خنزير. وشعرت غريسيلدا بالرعب من تصديق العامة بأن لها رأس خنزير، فجلست في شرفة مفتوحة لتمكن العامة من رؤية وجهها  ولكن لم يكن هذا كفيلًا بوقف الشائعة، فكلفت بتعليق صورة لها في الردهة الرئيسة في المستشفى. وفشلت الصورة أيضًا في تحقيق التأثير المطلوب، ففضل الناس تصديق صورة معلقة في حانة مجاورة للمستشفى والتي أظهرت ستيفنز برأس خنزير، كما عرضت تلك الحانة حوض فضي زعمت فيه أنه ملك غريسيلدا. وفي نهاية المطاف انسحبت غريسيلدا تمامًا من المشهد العام قبل وفاتها قي 18 مارس/ أذار 1746.
ويذكر ويليام وايلد، وهو جراح ومؤرخ، لأنه يدرس الطب في مستشفى دكتور ستيفنزعام 1832 رأى حوض فضي، يُزعم أنه يخص غريسيلدا، فضلًا عن الروايات التي تفيد بأنه في بداية القرن التاسع عشرهناك قالب جصي على شكل وجه إنسان ولكن به أنف خنزير كان معروضًا في المستشفى. وعلى الرغم من منع المسؤلون عن المستشفى عرض ما زُعم بأنه من تذكارات ستيفنز خشية الطرد،  فقد ظل الاعتقاد بأن ستيفنز تمتلك وجه خنزير سائد في النصف الآخر من القرن التاسع عشر. وفي ستينيات القرن التاسع عشر ذكرت امرأة من دبلن أنه في شبابها عُرض وعاء للبنش، وكان مزين بشعار العائلة وهو رأس خنزير، أُدعي أنه حوض خاص بالمرأة ذات وجه الخنزير.

## ذات وجه خنزير من مانشستر سكوير
اكتسحت شائعة لندن في أواخر عام 1814 وبدايات عام 1815 أن هناك امرأة ذات وجه خنزير تعيش في مارليبون. وقيل أنها ابنة سيدة نبيلة لم تحدد هويتها، ومن المفترض أنها كانت صغيرة السن، وثرية، وتعيش في ميدان مانشستر الراق. ووصفت في بعض الشائعات بأنها ابنة امرأة نبيلة من جروفنرسكوير. وادُعي أنها كانت تغامر في بعض الأحيان بالخروج من المنزل في عربة، تتخفى من خلال قماش ثقيل تغطي به وجهها؛ حيث أُرسلت العديد من الخطابات إلى صحف لندن تروي رؤية أنف خنزير تبرز من نافذة عربة أو صورة ظلية لرأس خنزير ملثمة في عربة مارة.
| لعناية السيدات والسادةـ سمعت امرأة شابة عن الأعلان الذي يُطلب فيه الاعتناء بامرأة مبتلية بشدة في وجهها، وأن أصدقائها عرضوا مبلغ صخم ومكافأة لمن يقيم معها لمدة سبع سنوات، وهي ستبذل قصار جهدها لجعل حياتها أكثر راحة، ويمكن الحصول على شخصية واقعية، من دائرة الأصدقاء المقبولين: يُطلب الرد على هذا الإعلان، حيث ستحرص المعلنة عن عدم انشغالها بشيء آخر. راسل إكس. واي. على 12 شارع جد، ميدان برونزويك. |
| —إعلان في جريدة التايمز بتاريخ 15 فبراير/شباط 1815 |

وفي بدايات عام 1815 نشرت أول صورة من ضمن عدة صور لصاحبة وجه الخنزير. وتضمنت هذه الصورة سيرة مختصرة علي لسان «امرأة كانت تلازمها». وادعت أن السيدة ذات وجه الخنزير أيرلاندية، تبلغ من العمر عشرين عامًا، تنحدر من أسرة ثرية و«أن مسألة حصولها على ملكية كبيرة جدا من زواجها أمر غير أكيد». كما زُعم أنها تأكل من حوض فضي ولا تتحدث سوى عن طريق قباع الخنازير. وزعم أيضا أن خادمها، والذي يتلقى مبلغ سنوي مقداره 1000 جنيه (أي حوالي 66,000 في عام 2014)، كان شديد الخوف من الاستمرار في خدمتها فتقاعد وأعطى قصتها للصحافة.
وأصبحت السيدة ذات وجه الخنزير في مانشستر سكوير محل الحديث في لندن. وسرعان ما بدأ الحديث عنها في الصحف كحقيقة وصدق المئات وجودها. وفي التاسع من فبراير/ شباط عام 1815نشرت صحيفة التايمز إعلان مِن مَن وصفت نفسها بأنها «امرأة لطيفة وصغيرة السن»، تعرض أن تكون رفيقة للمرأة ذات وجه الخنزير وتعرض في المقابل«دخل سنوي ضخم ومكافأة للإقامة معها لمدة 7 سنوات». وعقب أسبوع من نشر هذا الإعلان شجع إعلان مرتقب من شاب يأمل في التقدم للزواج من ذات وجه الخنزير الصحيفة لنقد الشائعة، مقارنين من يؤمن بوجود ذات وجه الخنزير بمن تبع جوانا ساوثكوت، وهي من لقبت نفسها بالنبي والتي توفّت مؤخرًا. .
| سري ـ شاب عزب، يبلغ من العمر الحادي والثلاثين، ينحدر من عائلة وقورة، يمكن الاعتماد عليه، يرغب في التعبير عن مكنونات صدره لأصدقاء من ابتُليت في وجهها، ولكنه رُفض لحاجته للتعريف بنفسه. وهو على دراية بالتفاصيل الرئيسة، ويتفهم أن التسوية النهائية تُفضل عن المؤقتة، ويفترض بأنه سيجيب أمنياتهم لأقصى درجة. كما أن أغراضه شريفة وصادقة ومحسومة بشدة. ويمكن منح دلائل على الاحترام الشديد. ويمكن مراسلة السيد إم. دي. على 22شارع جريت أورموند، كوينز سكوير. |
| —إعلان شخصي في فبراير/شباط عام 1815، والذي رفضت جريدة التايمز نشره ونشرته كل من جريدة مورنينج هيرالد ومورنينج كرونيكل. |

رفضت جريدة التايمز نشر إعلان من الخاطب المحتمل لذات وجه الخنزير، وتبرعت بالجنيه الذي أرسله إلى مجتمع البحرية. واستمر كاتب خطابات مجهول في إرسال المقارنة مع جوانا ساوثكوت، والتي زعمت أنها ستنجب المسيح في أكتوبر عام 1814، مفترضًا أن هذه المرأة ربما كانت ابنة ساوثكوت، والتي أتت[...] إلى العالم في مرحلة البلوغ التام. كما سخر كاتب الخطاب من «فاتن ذوات وجه الخنزير» والذي طمح في الزواج من ذات وجه الخنزير، واقترح أنه "إذا كانت لديه النية في الزواج منها، لابد أن يلاطفها عن طريق القباع."
ونتيجة للمبدأ الساخر الذي تبنته جريدة التايمز، قامت الصحف المنافسة بالدفاع عن ذات وجه الخنزير وعن الرجل الذي رغب في الزواج منها. ونشرت كل من صحيفة مورنينغ هيرالد ومورنينغ كرونيكل إعلان الخاطب المرتقب، وأعلن رئيس تحرير مورنينغ كرونيكل أنه في رأيه أن الإعلان من «صائد الثروة اليائس» لم يكن غير أخلاقي أو غير لائق، ولذلك ففي رأيه أنه ليس هناك سبب لرفض نشر الإعلان. واستمر قائلًا أنه بينما عيوب من هذا النوع غير معروفة للأطباء، فبكل تأكيد أنه من المحتمل أن امرأة مشوهة الوجه موجودة وأن عيوبها تضخمت في الروايات. كما أنه وبخ جريدة التايمز لعدم إعادة المال الخاص بالإعلان المرفوض. بينما افترضت جريدة مورنينج هيرالد أن العيوب التي لدى ذات وجه الخنزير ربما كانت بسبب" قوة تخيل والدتها نتيجة قفز كلب عليها فجأة".
وعلى الرغم من الحجج التي تبنتها جريدة التايمز للشك، فلقد استمر الاعتقاد في وجود ذات وجه الخنزير في الانتشار في عام 1815. وأثناء الإضاءات للاحتفال بنهاية الحروب النابوليونية كان هناك زحام كبيرمن الناس في شارع بيكاديللي، مما جعل المرور يتوقف. وحكى شهود العيان أنهم رأو في عربة لانداو متوقفة امرأة ترتدي قلنسوة أنيقة وأنهم شاهدوا أنف الخنزير. . وحاول الجماهير إيقاف العربة ولكن السائق شق طريقه بسرعة قصوى وسط الزحام. وادُعي فيما بعد أن العربة توقفت عند جروفنر سكوير. وافتُرض فيما بعد أن المرأة ذات وجه الخنزير هي ابنة سيدة أزياء مشهورة تعيش هناك.

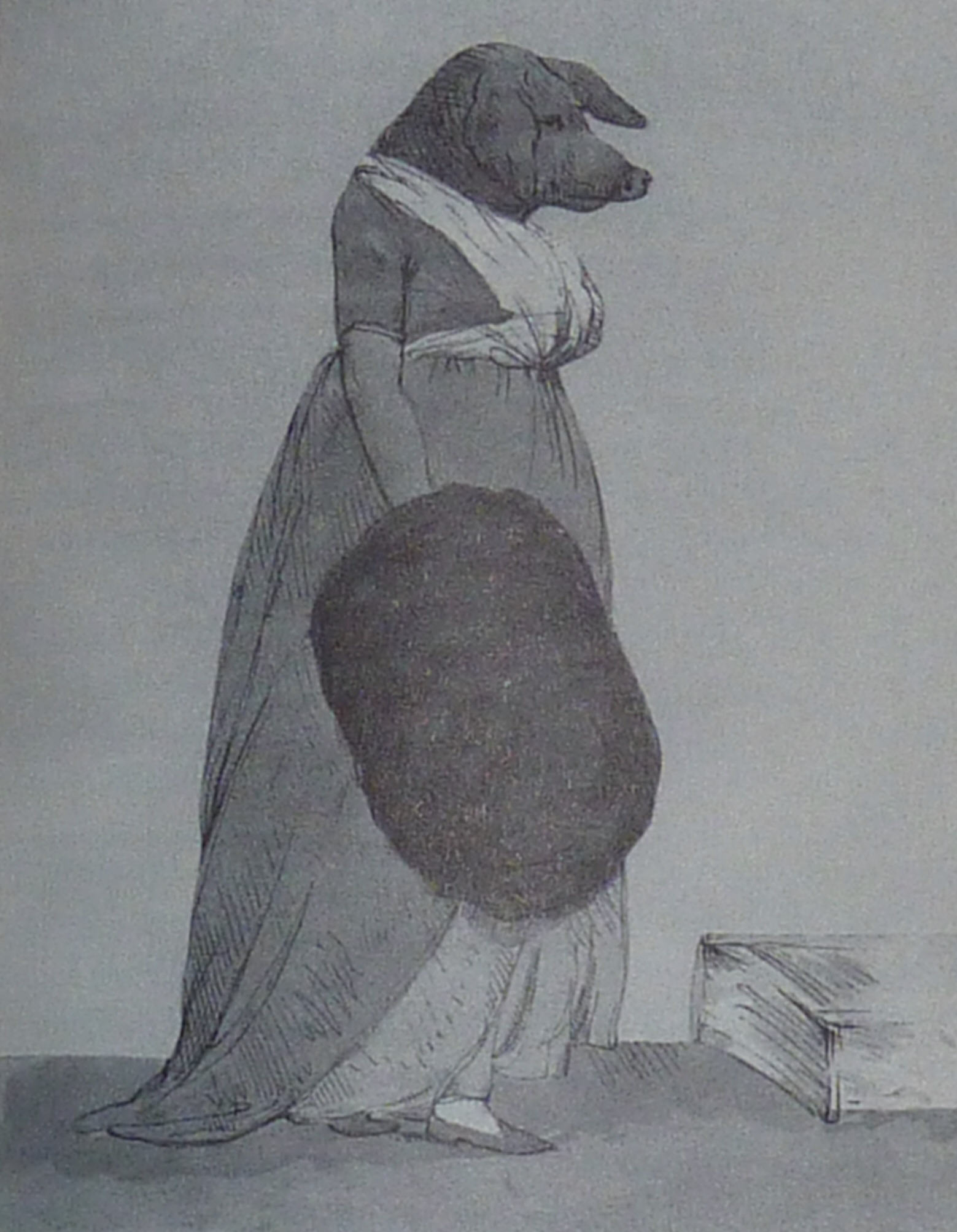
، "السيدة أتكينسون الرائعة"، وهي قائمة على لوحة لجورج مورلاند

وأُشيع أيضًا أن ويليام إليوت، وهو بارونيت شاب، دعي لزيارة سيدة عظيمة في المنزل في جروفنر سكوير، وهو المكان الذي يؤمن الناس أن ذات وجه الخنزير تعيش فيه. . وعندما تم إرشاده إلى غرفة المعيشة، وجد نفسه في مواجهة امرأة أنيقة ذات وجه خنزير. " لم يستطع إليوت أن يكبح نفسه من أن يصرخ في فزع واندفع إلى الباب بسلوك يناقض التهذيب. واندفعت المرأة نحو إليوت بينما هو مغادر وعضته في مؤخرة رقبته، وادُّعي أنه أصيب بشدة في هذا الهجوم، مما تطلب العلاج عن طريق جراح مشهور وهو السير سيزر هوكينز. ولقد صورت طبعة شعبية بعنوان " احذر من حظيرة الخنازير" الهجوم المزعوم ضد إليوت.

وفي أبريل/ نيسان عام 1861 كتب رجل، والذي وقع اسمه«م.أ.» إلى مجلة نوتس آند كوريز متسائلًا:
في 22 من يونية / حزيران عام 1861 نشر ردًا ادعى فيه السيد ف.فتزهنري أنه كان يعرف شقيقة المرأة ذات وجه الخنزير، وأكد أن «السيدة بي. سي. عاشت في تشيلسي، وأن شقيقتها؛ السيدة أتش. دبليو. كانت محبوبة لجمالها. لقد كنت في حفل عشاء مع السيدة إتش. دبليو عندما حُذر جميع من بالحفل سابقًا بعدم نطق أي كلمة لها علاقة بالخنازير كنوع من الكياسة نحو السيدة إتش. دبليو.»  وفي السياق نفسه ادَّعى جورج لويد رأى السيدة ذات وجه الخنزير في ويكفيلد في حوالي عام 1828-29 «ولكني كنت صغير السن لأحصل على صورة لها سوى الصورة العقلية والتي تهاجمني منذ ذلك الحين».

### كيف صور الفن ذات وجه الخنزير من مانشستر سكوير

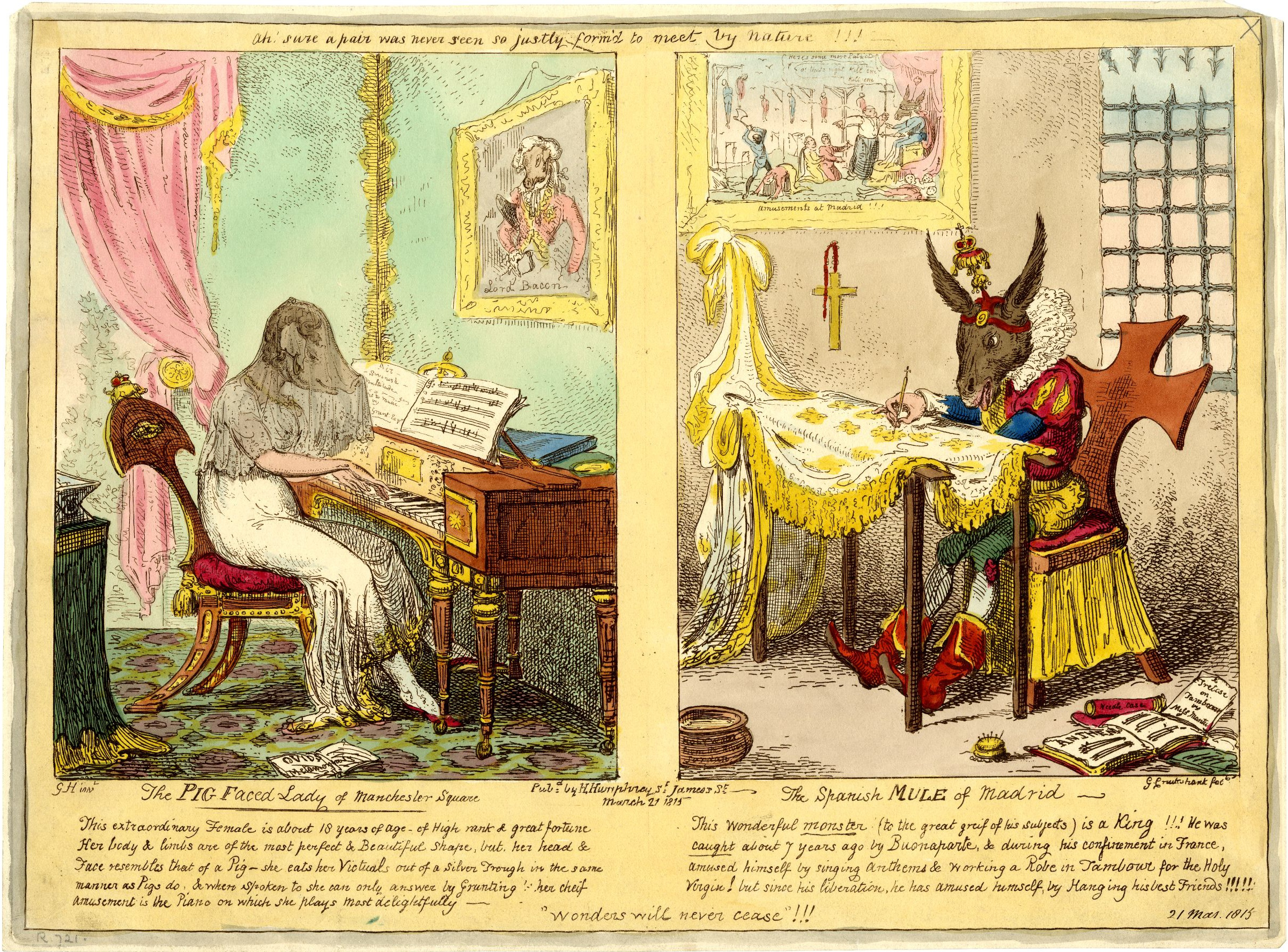
ذات وجه الخنزير من مانشستر سكوير والبغل الأسباني من مدريد

في 21 من مارس/ آذار 1815 نشرجورج كروكشانك صورة مطبوعة ملونة للمرأة ذات وجه الخنزير من مانشستر سكوير والبغل الأسباني من مدريد. ولقد علق قائلًا:«آه! بالطبع لم يُشاهد هذان الزوجان هكذا حيث قابل أحدهم الآخر عن طريق الطبيعة»، حيث قام بمغايرة ذات وجه الخنزير مع فيرناندو السابع ملك إسبانيا غير المشهور. وفيها ترتدي ذات وجه الخنزير قماش شفاف يغطي وجهها وتعزف«لحن قصيدة سواينش ملتيتيود» على البيانو. ويوجد حوضها الفضي على طاولة خلفها، ومعلق على الحائط صورة«لللورد بيكون»، وهو يظهر برأس خنزير. وكان التعليق أسفل صورتها يقول:
ويظهر في الصورة المقابلة لها فيرناندو السابع برأس بغل. وفيها يجلس فيرناندو على عرش خشبي، ويوجد بجوار قدمه وعاء يستخدم لقضاء الحاجة وهو مملوء بالمياه المقدسة. ومعلق على الحائط بجوار رأسه صورة تظهره (برأس بغل) وهو يشاهد إعدام جماعي. ويقول الراهب:«المزيد من الوطنيين»، فيجيب فيرناندو:«هذا صحيح اقتلهم، اقتلهم». ويقول التعليق أسفل صورة فيرناندو:
ولقد عاد كروكشانك إلى موضوع المرأة ذات وجه الخنزير من خلال «خُطاب المرأة ذات وجه الخنزير» والذي قام بنشره عقب الصورة التي تجمعها بالبغل الأسباني بفترة قصيرة. وهي تعرض عدد من الرجال يتوددون للمرأة ذات وجه الخنزير، ولكنها رفضتهم جميعًا قائلة:«إذا كنتم تظنون أنكم ستستغلونني، فأنتم في أزمة كبيرةـ فأنا طعام لسادتكم، فاذهبوا، فلن أُبتلى بأحد منكم».
وفي قمة الهوس بذات وجه الخنزير في عام 1814-15، أشيع أن شولتو هنري ماكليلين، لورد كيركودبريت التاسع، قام بعمل تحقيقات عن مكان ذات وجه الخنزير من مانشستر سكوير،  ربما ليكون أحد خطَابها. ونشرت لوحة«تودد في رقصة الفالس»، وهي لوحة مجهولة، في العديد من الصحف والمطبوعات. وتعرض الصورة امرأة ذات وجه خنزير ترتدي ثياب أنيقة ترقص مع رجل قصير جدًا وأحدب يشبه إلى حد كبير كيركودبريت.

وهناك صورة أخرى، السيدة أتكينسون الرائعة، نشرت بشكل مجهول في حوالي عام1815، وهي معتمدة على صورة صنعها جورج مورلاند. (توفى مورلاند في 1804 لذا لا يمكن أن يكون قد استلهم لوحته من الشائعات في عام 1814-15.) وتؤكد لوحة مورلاند الأصلية أن ذات وجه الخنزير «ولدت في أيرلاندا، وتمتلك ثروة تقدر ب20,000 جنيهًا، وأنها تأكل من حوض فضي.»  وتعمقت الصورة اللاحقة في المزيد من التفاصيل، حيث زُعم في التعليق أسفل الصورة المنشورة:

### خدعة المرأة ذات وجه الخنزير في باريس
عقب نوبة الجنون بالمرأة ذات وجه الخنزير في لندن عام 1814-15 بفترة قصيرة، بدأت قصة مماثلة في الذيوع في باريس. في هذه الشائعة مُنحت المرأة جميع الإنجازات بدرجة تفوق الحدود، وكانت تبحث عن رجل يحب مواهبها على الرغم من مظهرها. وبخلاف الروايات عن ذات وجه الخنزير في لندن، كان عنوان تلك المرأة قد مُنح. وتجمعت حشود غفيرة خارج منزلها، وأرسلت العديد من الخطابات على العنوان.
وأخيرًا تم اكتشاف الأمر على أنه خدعة. حيث إن شاب، بعد أن رفضت امرأة عروضه، بدأ القصة كوسيلة للانتقام. وأذيع أن حشود الزوار الذين يرغبون في مقابلة ذات وجه الخنزير أصبحت منزعجة، مما أجبرالمرأة المُتحدث عنها أن تغير منزلها.

## المعارض في القرن التاسع عشر
علي أثر الذعر الذي سببته ذات وجه الخنزير في عام 1814-15، أصبحت المعروضات عن هذا الموضوع شائعة في المعارض. ويشير ويليام وايلد إلى أن لوحة«السيدة أتكينسون الرائعة» كانت شائعة في معرض أيرلاندي في بداية القرن التاسع عشر،  بينما تظهر معارض أكبر معروضات لذات وجه الخنزير مُصاغة من الورق المعجَن أو من الشمع. وهناك بعض الدلائل على أن ذات وجه الخنزير عُرضت في معرض برثولماوس عام 1828، وربما عُرضت أيضًا في سنوات سابقة.(ويذكر جورج لويد في عام 1861 أن ذات وجه الخنزير كانت قد عُرضت في ويكفيلد عام 1828-29، وربما كانت هي المرأة نفسها التي عُرضت في برثولماوس عام 1828.) وفي عام 1843 في معرض في هايد بارك عُرضت«السيدة ستيفنز، المرأة الرائعة ذات وجه الخنزير» وكانت تجيب على الأسئلة التي يوجهها الجمهور إليها عن طريق القباع.

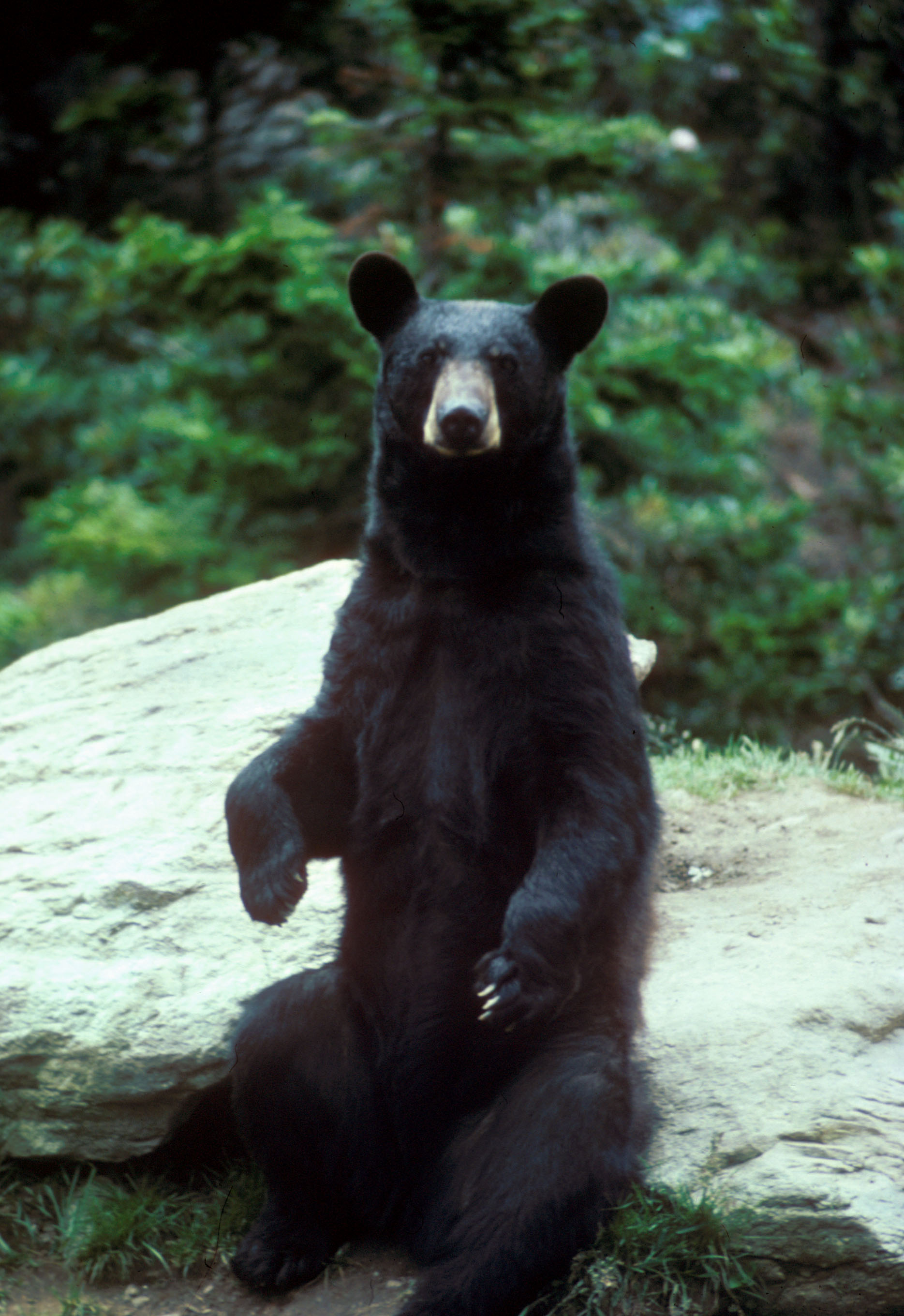
وضعيات تتخذها الدببة تشبه وضعيات الإنسان

لم يكن عرض المرأة ذات وجه الخنزير أمرحقيقي. حيث يقوم مخرجو الاستعراض بتخدير الدببة من خلال إعطائها كمية كبيرة من الجعة، ثم يزيلون شعرها. بعد ذلك يتم إعداده عن طريق وضع صدر محشو صناعي، وتزيينه بملابس النساء وشعر مستعار. بالإضافة إلي وضع حذاء في قدمه الخلفية، ووضع قفاز من الصوف في قدمه الأمامية. ثم يوضع الدب علي كرسي به فتحة من الخلف، ويقيد في هذا الكرسي.
ما إن يتم إعداد الدب ووضعه على المقعد، يُسمح للجمهور بدخول الخيمة. ويخبر مخرجوالاستعراض الجمهور بأن المرأة ذات وجه الخنزير لا تستطيع الحديث، ولكنها ستجيب على الأسئلة المطروحة عن طريق القباع؛ الواحدة منها تعني «نعم»، والاثنتان تعني«لا». وعندما يسأل الجمهور الأسئلة، يلكز أحد فريق العمل الدب بعصا ليصدر صوتًا كرد على الأسئلة. ثم يقدم لها وجبة من الثريد، والجعة، والتفاح في حوض فضي. وأصبح عرض «النساء ذوات وجه الخنزير» شديد الشيوع، حتى أن بحلول عام 1861 علق تشالز ديكنز على هذا قائلاً«لايكتمل عرض بدون إحداهن». وكانت العروض من هذا النوع مشهورة خاصة في دبلن. وكان هناك عرض في بليموث في ثمانينيات القرن التاسع عشر كان أقل نجاحًا؛ حيث قامت مجموعة من الجماهير بسحب الشعر المستعار والقبعة فوق رأس ذات وجه الخنزير، وبدأوا في الاعتداء على مخرج الاستعراض. ولم يتم تسجيل ما حدث للدب.

## العم سيلاس
تم إحياء أسطورة المرأة ذات وجه الخنزير من جديد عام 1865 من خلال رواية «العم سيلاس» لشيريدان لو فانو. وتحكي عن قصة مود روثن، وهي وريثة ثرية في أواخر سن المراهقة تعيش في منزل منعزل، والتي يرغب في الزواج منها عدد من الرجال الماكرين للحصول على أموالها. وتضمن الكتاب «قصيدة بريتاني» عن المرأة ذات وجه الخنزير، والتي غنتها السيدة الماكرة دي لو روجيارا، وهي مربية مود، حيث قادتها هذه المرأة إلى لقاء سري مع ابن عمها دودلي، والذي كان أيضُا له مخططات لثروتها (ليس هناك أية تسجيلات عن «قصيدة بريتاني»، ومن المؤكد أن «لو فانو» هو من كتبها بنفسه.)
وفي حين وصفت مود في هذا الكتاب بأنها امرأة شابة وجذابة وليست وحش مشوه، فإن رواية«العم سيلاس» كُتبت وحُبكت بدقة، كما أن لو فانو نوى بشكل واضح أن يعقد مقارنة بين حالة مود والمرأة الثرية في الأسطورة والتي تعيش في عزلة وهي مرغوبة لا لشيء سوى مالها. ولقد قضى لو فانو حياته كلها في دبلن، وكان محررًا ومالك لمجلة «دبلن يونفرسيتي ماجازين»، ومن المؤكد أنه كان على دراية بأساطير المرأة ذات وجه الخنزير، وبالأخص قصة غريسيلدا ستيفنز.

## اندثار الأسطورة
كانت نوبة الجنون بالمرأة ذات وجه الخنزير التي حدثت في لندن عام 1814-15، والخدعة التالية لها والتي وقعت في باريس آخر ما نشرته الصحافة السائدة عن وجود ذوات وجه الخنزير كحقيقة. وبحلول ستينيات القرن التاسع عشر كان الولع بعرض المرأة ذات وجه الخنزير في المهرجانات يفقد شعبيته، وذلك على الرغم من استمرار عرضها حتى ثمانينيات القرن التاسع عشر على الأقل. أما الآن فقد تلاشت هذه الأسطورة.
وعلى الرغم من أن مستشفى الدكتور ستيفنز لا زالت قائمة، وإن تكن الآن المقر الرئيس للخدمات الصحية التنفيذية بدلًا من كونها مستشفي عاملة، فإن تذكارات المرأة ذات وجه الخنزير لم تعد تعرض بحلول منتصف القرن التاسع عشر. . أما بالنسبة للوحة التي كلفت غريسيلدا بعملها للحد من الشائعات بشأن مظهرها لا تزال معلقة في الردهة الرئيسة بالمستشفى.

وكان آخر عمل جدي يتعامل مع وجودهن كحقيقة هو«أشباح، نافعة وضارة» لإليوت أودونيل، صائد الأشباح والباحث في الأمور الخارقة للطبيعة، والذي نُشر عام 1924. وادعى أودونيل أن شبح امرأة ذات وجه خنزير هاجم منزل في تشيلسي. كمازعم أن هذا الشبح كان ""فايس إليمنتال«، وتعني شرير وقوي، وهو الشبح الأكثر إيذاءً من بين كل قاطني عالم الأشباح». ووصف كيف أن الشبح قام بإغواء رجل الدين «القس السيد إتش» وعائلته، الذين يقطنون المنزل. حيث قادت «القس السيد إتش» إلى شرب الخمر،  وجعلت أطفاله عدوانيين تجاه الحيوانات،  حتى تصرفوا مثل الخنازير. ثم كشفت عن وجهها أمام العائلة التي شعرت بالذهول وغادرت المنزل في الحال.